# Барони-Мацаски (Пјаченца)
Барони-Мацаски је насеље у Италији у округу Пјаченца, региону Емилија-Ромања.
Према процени из 2011. у насељу је живело 58 становника. Насеље се налази на надморској висини од 399 м.